# Амосов, Владимир Иванович
Владимир Иванович Амо́сов (1911 — ?) — военный радиотехник, инженер-полковник, кандидат технических наук (1944), лауреат Сталинской премии 1952 года.

## Биография
Родился 6 (19 марта) 1911 года в Череповце (ныне Вологодская область).
С 22 октября 1941 года на военной службе.
Во время Великой Отечественной войны с декабря 1941 по март 1942 года — на Северо-Западном фронте, затем — помощник начальника 2-го отдела штаба 3-го корпуса противовоздушной обороны. Член ВКП(б) с 1943 года.
После окончания войны работал в военных НИИ.
С 1954 года начальник научно-исследовательского отдела Военной инженерной радиотехнической орденов Октябрьской Революции и Отечественной войны академии противовоздушной обороны имени Маршала Советского Союза Говорова Л. А. (ВИРТА). Его отдел занимался подготовкой научно-педагогических кадров, изобретательской и рационализаторской работой.
С 1957 года доцент кафедры оперативного искусства и тактики войск ПВО. В 1960 году включен в состав внештатной группы, которой было поручено заниматься вопросами военной кибернетики и теорией исследования операций.
Уволен с военной службы 15 ноября 1967 года. Умер не ранее 1986 года.

## Признание
- орден Красной Звезды (22.2.1945)
- медаль «За победу над Японией»
- медаль «За победу над Германией в Великой Отечественной войне 1941—1945 гг.»
- орден Отечественной войны II степени (6.4.1985)
- медаль «За боевые заслуги» (19.11.1951).
- Сталинская премия третьей степени (1952) — за исследования в области техники